# Saison 2017-2018 de la Section paloise
Cette page présente la saison 2017-2018 de la Section paloise.

## Staff technique 2017-2018
| Nom                                            | Poste                                                                | Nationalité sportive |
| ---------------------------------------------- | -------------------------------------------------------------------- | -------------------- |
| Simon Mannix                                   | Manager Sportif                                                      | Nouvelle-Zélande     |
| Carl Hayman                                    | Entraîneur (avants)                                                  | Nouvelle-Zélande     |
| Frédéric Manca                                 | Entraîneur (arrières)                                                | France               |
| Elliot Corcoran Paddy O'Sullivan               | Analystes vidéo                                                      | Irlande              |
| Andrés Bordoy                                  | Responsable du secteur de la mêlée et assistant préparateur physique | Argentine            |
| Christophe Savio                               | Responsable de la performance                                        | France               |
| Simon Hardy                                    | Responsable de la touche                                             | Angleterre           |
| Roxan Bernard Jean-Luc Albert                  | Préparateurs physique                                                | France               |
| Philippe Pouget Christophe Roulet              | Médecins                                                             | France               |
| Mathieu Vignera Adrian Roudiere Camille Mahieu | Kinésithérapeute                                                     | France               |

## Effectif 2017-2018
| Nom                       | Poste            | Naissance         | Nationalité sportive | Sélections (points) | Dernier club          | Contrat            |
| ------------------------- | ---------------- | ----------------- | -------------------- | ------------------- | --------------------- | ------------------ |
| Jérémy Hurou              | Pilier gauche    | 26 mars 1984      | France               | -                   | Tarbes PR             | 2012-2018          |
| Thomas Domingo            | Pilier gauche    | 20 août 1985      | France               | 36 (5)              | ASM Clermont Auvergne | 2017-2019+1        |
| Joel Sclavi               | Pilier gauche    | 25 juin 1994      | Argentine            | -                   | Gernika RT            | Espoir             |
| Jamie Mackintosh          | Pilier gauche    | 20 février 1985   | Nouvelle-Zélande     | 1 (0)               | Montpellier           | 2016-2019          |
| Lourens Adriaanse         | Pilier droit     | 5 février 1986    | Afrique du Sud       | -                   | Sharks                | 2017-2020          |
| Sylvain Charlet           | Pilier droit     | 22 août 1985      | France               | -                   | US Dax                | 2012-2016          |
| Geoffrey Moïse            | Pilier droit     | 20 août 1991      | Portugal             | -                   | Formé au club         | 2020 (Espoir)      |
| Malik Hamadache           | Pilier droit     | 17 octobre 1988   | Algérie              | 3 (0)               | SC Albi               | 2016-2018          |
| Matt Tierney              | Pilier droit     | 4 juillet 1996    | Canada               | 1 (0)               | Ontario Blues         | 2015-2019 (Espoir) |
| Thomas Bianchin           | Talonneur        | 11 août 1987      | France               | -                   | Monpellier            | 2015-2018+1        |
| Quentin Lespiaucq-Brettes | Talonneur        | 16 février 1995   | France               | -                   | US Dax                | 2020               |
| Lucas Rey                 | Talonneur        | 27 avril 1997     | France               | -                   | Formé au club         | 2019 (Espoir)      |
| Laurent Bouchet           | Talonneur        | 27 avril 1997     | France               | -                   | FC Grenoble           |                    |
| Masalosalo Tutaia         | Deuxième ligne   | 5 juin 1984       | Samoa                | 1 (0)               | Stade Montois         | 2016-2018          |
| Fabrice Metz              | Deuxième ligne   | 23 janvier 1991   | France               | -                   | Racing 92             | 2016-2018          |
| Dave Foley                | Deuxième ligne   | 16 mai 1988       | Irlande              | 2 (0)               | Munster Rugby         | 2017-2019          |
| Julien Pierre             | Deuxième ligne   | 31 juillet 1981   | France               | 27 (5)              | ASM Clermont Auvergne | 2015-2017          |
| Daniel Ramsay             | Deuxième ligne   | 1er juin 1984     | Nouvelle-Zélande     | -                   | Otago RFU             | 2012-2020          |
| Andrew Cramond            | Deuxième ligne   | 15 avril 1994     | Écosse               | -                   | RC Toulon             | Joker              |
| Loïc Bernad               | Troisième ligne  | 21 février 1986   | France               | -                   | Tarbes PR             | 2012-2018          |
| Martin Puech              | Troisième ligne  | 14 décembre 1988  | France               | -                   | Colomiers             | 2017-????          |
| Pierrick Gunther          | Troisième ligne  | 16 octobre 1989   | France               | -                   | US Oyonnax            | 2016-2018          |
| Ben Mowen                 | Troisième ligne  | 1er décembre 1984 | Australie            | 15 (5)              | Montpellier HR        | 2016-2019          |
| Giovanni Habel Kuffner    | Troisième ligne  | 9 janvier 1995    | France               | -                   | Formé au club         | 2018 (Espoir)      |
| Baptiste Pesenti          | Troisième ligne  | 3 juillet 1987    | France               | -                   | Montpellier HR        | 2016-2019 (Espoir) |
| Paddy Butler              | Troisième ligne  | 1er décembre 1990 | Irlande              | -                   | Munster Rugby         | 2015-2019          |
| Peter Saili               | Troisième ligne  | 4 janvier 1988    | Nouvelle-Zélande     | -                   | Union Bordeaux Bègles | 2017-2020          |
| Sean Dougall              | Troisième ligne  | 28 octobre 1989   | Irlande              | -                   | Munster Rugby         | 2015-2019          |
| Steffon Armitage          | Troisième ligne  | 20 septembre 1985 | Angleterre           | 5 (0)               | RC Toulon             | 2016-2018          |
| Ibrahim Diarra            | Troisième ligne  | 25 mai 1983       | France               | 1 (0)               | Castres olympique     | 2016-2018          |
| Thibault Daubagna         | Demi de mêlée    | 20 mai 1994       | France               | -                   | Formé au club         | 2020               |
| Julien Tomas              | Demi de mêlée    | 21 avril 1985     | France               | -                   | Stade français        | 2016-2018          |
| Brandon Fajardo           | Demi d'ouverture | 25 juin 1994      | France               | -                   | FC Auch Gers          | 2014-2020          |
| Colin Slade               | Demi d'ouverture | 10 octobre 1987   | Nouvelle-Zélande     | 21 (78)             | Crusaders             | 2015-2018          |
| Tom Taylor                | Demi d'ouverture | 11 mars 1989      | Nouvelle-Zélande     |                     | RC Toulon             | 2016               |
| Julien Fumat              | Centre           | 26 mars 1987      | France               | -                   | Formé au club         | 2018               |
| Conrad Smith              | Centre           | 12 octobre 1981   | Nouvelle-Zélande     | 94 (130)            | Hurricanes            | 2015-2018          |
| Benson Stanley            | Centre           | 11 septembre 1984 | Nouvelle-Zélande     | 3 (0)               | ASM Clermont Auvergne | 2017-2019          |
| Jale Vatubua              | Centre           | 30 août 1991      | Fidji                | -                   | Melbourne Rebels      | 2012-2019          |
| Florian Nicot             | Centre           | 30 septembre 1986 | France               | -                   | Colomiers             | 2017-20??          |
| Pierre Dupouy             | Centre           | 14 octobre 1996   | France               | -                   | FC Auch               | 2017(Espoir)       |
| Bastien Pourailly         | Ailier           | 15 mars 1994      | France               | -                   | Formé au club         | 2020               |
| Marvin Lestremau          | Ailier           | 19 juillet 1996   | France               | -                   | Formé au club         | 2020 (Espoir)      |
| Adrien Planté             | Ailier           | 21 avril 1985     | France               | 2 (0)               | ASM Clermont Auvergne | 2017-2019          |
| Watisoni Votu             | Ailier           | 25 mars 1985      | Fidji                | 13 (25)             | USA Perpignan         | 2015-2019          |
| Frank Halai               | Ailier           | 6 mars 1988       | Nouvelle-Zélande     | 1 (0)               | Wasps                 | 2017-2019          |
| Charly Malié              | Arrière          | 5 novembre 1991   | Espagne              | 7 (19)              | US Montauban          | 2015-2020          |
| Tom Taylor                | Arrière          | 11 mars 1989      | Nouvelle-Zélande     | 3 (0)               | RC Toulon             | 2016-2019          |
| Romain Buros              | Arrière          | 23 décembre 1995  | France               | -                   | Formé au club         | Espoir             |

## Calendrier et résultats
| Date du match     | Domicile              | Extérieur             | Score   | Lieu du match                  | Catégorie             | Classement |
| ----------------- | --------------------- | --------------------- | ------- | ------------------------------ | --------------------- | ---------- |
| 3 août 2017       | Soyaux Angoulême      | Section paloise       | 40-21   | Stade Chanzy                   | Amical                | -          |
| 18 août 2017      | ASM Clermont          | Section paloise       | 35-14   | Issoire                        | Amical                | -          |
| 27 août 2017      | RC Toulon             | Section paloise       | 41-14   | Stade Mayol                    | 1re journée de Top 14 | 13         |
| 2 septembre 2017  | Stade toulousain      | Section paloise       | 23-19   | Stade Ernest-Wallon            | 2e journée de Top 14  | 13         |
| 10 septembre 2017 | Section paloise       | Lyon OU               | 30-14   | Stade du Hameau                | 3e journée de Top 14  | 10         |
| 16 septembre 2017 | Section paloise       | Castres Olympique     | 30-14   | Stade du Hameau                | 4e journée de Top 14  | 8          |
| 23 septembre 2017 | SU Agen               | Section paloise       | 14-20   | Stade Armandie                 | 5e journée de Top 14  | 9          |
| 30 septembre 2017 | Section paloise       | Stade français        | 23-25   | Stade du Hameau                | 6e journée de Top 14  | 8          |
| 7 octobre 2017    | US Oyonnax            | Section paloise       | 16-19   | Stade Charles-Mathon           | 7e journée de Top 14  | 7          |
| 28 octobre 2017   | Section paloise       | Montpellier HR        | 16-22   | Stade du Hameau                | 8e journée de Top 14  | 8          |
| 4 novembre 2017   | Racing 92             | Section paloise       | 23-20   | Stade olympique Yves-du-Manoir | 9e journée de Top 14  | 9          |
| 18 novembre 2017  | Section paloise       | CA Brive              | 34-15   | Stade du Hameau                | 10e journée de Top 14 | 10         |
| 25 novembre 2017  | Stade rochelais       | Section paloise       | 44-11   | Stade Marcel-Deflandre         | 11e journée de Top 14 | 10         |
| 2 décembre 2017   | Section paloise       | Union Bordeaux-Bègles | 27-17   | Stade du Hameau                | 12e journée de Top 14 | 10         |
| 23 décembre 2017  | Section paloise       | ASM Clermont Auvergne | 22-21   | Stade du Hameau                | 13e journée de Top 14 | 9          |
| 31 décembre 2017  | Lyon OU               | Section paloise       | 35-23   | Matmut Stadium Gerland         | 14e journée de Top 14 | 9          |
| 7 janvier 2018    | Section paloise       | Stade toulousain      | 11-10   | Stade du Hameau                | 15e journée de Top 14 | 9          |
| 28 janvier 2018   | Stade français        | Section paloise       | 5-40    | Stade Jean-Bouin               | 16e journée de Top 14 | 8          |
| 17 février 2018   | CA Brive              | Section paloise       | 16-21   | Stade Amédée-Domenech          | 17e journée de Top 14 | 8          |
| 24 février 2018   | Section paloise       | Racing 92             | 24-15   | Stade du Hameau                | 18e journée de Top 14 | 7          |
| 3 mars 2018       | Castres Olympique     | Section paloise       | 27-29   | Stade Pierre-Fabre             | 19e journée de Top 14 | 4          |
| 10 mars 2018      | Section paloise       | Stade rochelais       | 18-15   | Stade du Hameau                | 20e journée de Top 14 | 5          |
| 17 mars 2018      | ASM Clermont Auvergne | Section paloise       | 38-14   | Stade Marcel-Michelin          | 21e journée de Top 14 | 5          |
| 24 mars 2018      | Section paloise       | US Oyonnax            | 33-12   | Stade du Hameau                | 22e journée de Top 14 | 6          |
| 7 avril 2018      | Union Bordeaux-Bègles | Section paloise       | 19-18   | Stade Chaban-Delmas            | 23e journée de Top 14 | 5          |
| 14 avril 2018     | Section paloise       | SU Agen               | 22-33   | Stade du Hameau                | 24e journée de Top 14 | 7          |
| 28 avril 2018     | Montpellier HR        | Section paloise       | 45-13   | Altrad Stadium                 | 25e journée de Top 14 | 7          |
| 5 mai 2018        | Section paloise       | RC Toulon             | 38 - 26 | Stade du Hameau                | 26e journée de Top 14 | 8          |

| Rang | Club                  | J  | V  | N | D  | Bo | Bd | Pm  | Pe  | Diff | Pts |
| ---- | --------------------- | -- | -- | - | -- | -- | -- | --- | --- | ---- | --- |
| 1    | Montpellier HR        | 26 | 17 | 0 | 9  | 12 | 1  | 752 | 559 | +193 | 81  |
| 2    | Racing 92             | 26 | 18 | 0 | 8  | 5  | 3  | 622 | 478 | +144 | 80  |
| 3    | Stade toulousain      | 26 | 16 | 1 | 9  | 4  | 4  | 719 | 595 | +124 | 74  |
| 4    | RC Toulon             | 26 | 14 | 0 | 12 | 9  | 8  | 766 | 507 | +259 | 73  |
| 5    | Lyon OU               | 26 | 15 | 0 | 11 | 7  | 3  | 689 | 541 | +148 | 70  |
| 6    | Castres olympique     | 26 | 15 | 0 | 11 | 4  | 5  | 638 | 624 | +14  | 69  |
| 7    | Stade rochelais       | 26 | 14 | 1 | 11 | 6  | 3  | 686 | 531 | +155 | 67  |
| 8    | Section paloise       | 26 | 15 | 0 | 11 | 2  | 4  | 590 | 584 | +6   | 66  |
| 9    | ASM Clermont (T)      | 26 | 11 | 1 | 14 | 4  | 4  | 629 | 687 | -58  | 54  |
| 10   | Union Bordeaux Bègles | 26 | 10 | 1 | 15 | 2  | 4  | 557 | 623 | -66  | 48  |
| 11   | SU Agen (P)           | 26 | 10 | 0 | 16 | 2  | 4  | 537 | 757 | -220 | 46  |
| 12   | Stade français Paris  | 26 | 9  | 0 | 17 | 2  | 4  | 540 | 740 | -200 | 42  |
| 13   | Oyonnax Rugby (P)     | 26 | 7  | 3 | 16 | 1  | 4  | 566 | 824 | -258 | 39  |
| 14   | CA Brive              | 26 | 7  | 1 | 18 | 1  | 5  | 485 | 726 | -241 | 36  |

### Challenge européen
Dans le Challenge européen, la Section paloise fait partie de la poule 3 et est opposée aux Anglais de Gloucester RFC, aux Français du SU Agen et aux Italiens du Zebre.
| Date du match    | Domicile        | Extérieur       | Score   | Lieu du match                   | Catégorie                           | Classement (pts) |
| ---------------- | --------------- | --------------- | ------- | ------------------------------- | ----------------------------------- | ---------------- |
| 12 octobre 2017  | Section Paloise | Gloucester RFC  | 27-21   | Stade du Hameau                 | 1re journée du Challenge européen   | 2 (4)            |
| 21 octobre 2017  | Zebre           | Section Paloise | 33-38   | Stadio Sergio Lanfranchi, Parme | 2e journée du Challenge européen    | 1 (9)            |
| 8 décembre 2017  | SU Agen         | Section paloise | 20-41   | Stade Armandie                  | 3e journée du Challenge européen    | 1 (14)           |
| 14 décembre 2017 | Section paloise | SU Agen         | 26-12   | Stade du Hameau                 | 4e journée du Challenge européen    | 1 (19)           |
| 13 janvier 2018  | Section paloise | Zebre           | 42-14   | Stade du Hameau                 | 5e journée du Challenge européen    | 1 (24)           |
| 19 janvier 2018  | Gloucester RFC  | Section paloise | 24-34   | Kingsholm Stadium               | 6e journée du Challenge européen    | 1 (29)           |
| 30 mars 2018     | Section paloise | Stade français  | 35-32   | Stade du Hameau                 | 1/4 de finale du Challenge européen | -                |
| 21 avril 2018    | Cardiff Blues   | Section paloise | 16 - 10 | Cardiff Arms Park, Cardiff      | 1/2 de finale du Challenge européen | -                |

| Rang | Équipe          | J | V | N | D | Em | Ee | Bo | Bd | Pm  | Pe  | Diff | Pts |
| ---- | --------------- | - | - | - | - | -- | -- | -- | -- | --- | --- | ---- | --- |
| 1    | Section paloise | 6 | 6 | 0 | 0 | 28 | 16 | 5  | 0  | 207 | 125 | +82  | 29  |
| 2    | Gloucester RFC  | 6 | 4 | 0 | 2 | 37 | 18 | 4  | 1  | 253 | 139 | +114 | 21  |
| 3    | Zebre           | 6 | 1 | 0 | 5 | 12 | 34 | 2  | 2  | 133 | 257 | -124 | 8   |
| 4    | SU Agen         | 6 | 1 | 0 | 5 | 17 | 26 | 2  | 0  | 148 | 220 | -72  | 6   |

## Statistiques

### Championnat de France
Meilleurs réalisateurs
| Rang | Joueur                    | Poste            | Points | Essais | Transf. | Pén. | Drops |
| ---- | ------------------------- | ---------------- | ------ | ------ | ------- | ---- | ----- |
| 1    | Tom Taylor                | Arrière          | 181    | 1      | 25      | 42   | 0     |
| 2    | Colin Slade               | Demi d'ouverture | 127    | 4      | 16      | 24   | 1     |
| 3    | Watisoni Votu             | Ailier           | 55     | 11     | 0       | 0    | 0     |
| 4    | Quentin Lespiaucq-Brettes | Talonneur        | 20     | 4      | 0       | 0    | 0     |
| 4    | Baptiste Pesenti          | Troisième ligne  | 20     | 4      | 0       | 0    | 0     |
| 4    | Jale Vatubua              | Centre           | 20     | 4      | 0       | 0    | 0     |

Meilleurs marqueurs
| Rang | Joueur                    | Poste            | Essais |
| ---- | ------------------------- | ---------------- | ------ |
| 1    | Watisoni Votu             | Ailier           | 11     |
| 2    | Quentin Lespiaucq-Brettes | Talonneur        | 4      |
| 2    | Baptiste Pesenti          | Troisième ligne  | 4      |
| 2    | Jale Vatubua              | Centre           | 4      |
| 2    | Colin Slade               | Demi d'ouverture | 4      |